# البويرة
البويرة، مدينة وبلدية تابعة إقليميا إلى دائرة البويرة بولاية البويرة، وتقع على بعد 98 كلم من الجنوب الشرقي للجزائر العاصمة.

## الرياضة

### الملاعب
يضم إقليم بلدية البويرة العديد من ملاعب كرة القدم ، منها:
1. ملعب البويرة [الفرنسية].
2. الملعب الأولمبي للبويرة [الفرنسية].

### النوادي
يضم إقليم بلدية البويرة العديد من نوادي كرة القدم، منها:
1. مولودية بلدية البويرة
2. نادي مولودية البويرة

## شخصيات
- أحمد بن سالم

## مواضيع ذات صلة
- بلديات ولاية البويرة
- دوائر ولاية البويرة